# Ted Dabney
Samuel Frederick Dabney, Jr., dit Ted Dabney (né le 2 mai 1937 à San Francisco, et mort le 26 mai 2018 à Clearlake en Californie), est un pionnier de l'industrie du jeu vidéo aux États-Unis, cofondateur d'Atari en 1972,.
Il programme notamment en 1971 le premier jeu vidéo commercial nommé Computer Space puis participe en 1972 à la conception du jeu Pong.